# Mesothen montana
Mesothen montana là một loài bướm đêm thuộc phân họ Arctiinae, họ Erebidae.